# آبی همانند جاز
آبی همانند جاز (به انگلیسی: Blue Like Jazz) یک کمدی-درام آمریکایی محصول سال ۲۰۱۲ بر اساس کتابی به همین نام ، نوشته دونالد میلر است.

## بازیگران
- مارشال آلمن در نقش دونالد "دان" میلر
- کلر هولت در نقش پنی
- جیسون مارسدن در نقش کنی
- تانیا ریموند در نقش لورین
- اریک لانگه در نقش دوره گرد
- جاستین ولبورن در نقش پاپ